# Parafia św. Katarzyny w Potulicach
Parafia Świętej Katarzyny w Potulicach – rzymskokatolicka parafia w Potulicach, należy do dekanatu rogozińskiego archidiecezji gnieźnieńskiej. Powstała w XIV wieku. Obecny kościół wybudowany w 1728 z drewna, kryty gontem, z wieżą o barokowym hełmie. Wewnątrz rokokowy ołtarz główny z około 1778 roku, 2 ołtarze późnobarokowe i kamienna chrzcielnica barokowa z 2 połowy XVII wieku. Od północy przylega do kościoła murowana kaplica grobowca Biegańskich z około 1856 roku. Obok kościoła znajduje się plebania z 1 połowy XIX wieku. Proboszczem parafii jest ks. wicedziekan Tomasz Kubiak. Proboszczami w ostatnich latach byli: ks. kan. Kazimierz Flotyński, ks. kan. Edward Tomaszewski, ks. Jan Kasztelan. Z parafii pochodzą: ks.dr Antoni Klupczyński, brat Grzegorz Makowski CSSp, ks. Paweł Rybak.